# Ovinius Gallicanus
Ovinius Gallicanus ókori római politikus, a 317. év első consulja, senator, 299/300-ban Teanum Sicidinum (ma Teano) curatora. Valószínűleg keresztény vallású volt, és ha ez igaz, ő volt a Római Birodalom első keresztény consulja. 316. augusztus 4-én praefectus urbi címet nyert Caius Vettius Cossinius Rufinus utódaként. Ezt 317. május 15-én követte a consuli kinevezés.
A névhasonlóság miatt lehetséges, hogy azonos Flavius Gallicanusszal, a 330. év consuljával. 
| előd: Caius Vettius Cossinius Rufinus | Praefectus urbi 316. augusztus 4. – 317. május 15. | utód: Septimius Bassus |

| Elődei: Antonius Caecinius Sabinus és Vettius Rufinus | Consul 317 collega: Caesonius Bassus | Utódai: Licinius és Crispus |